# متحف نقطة تفتيش تشارلي

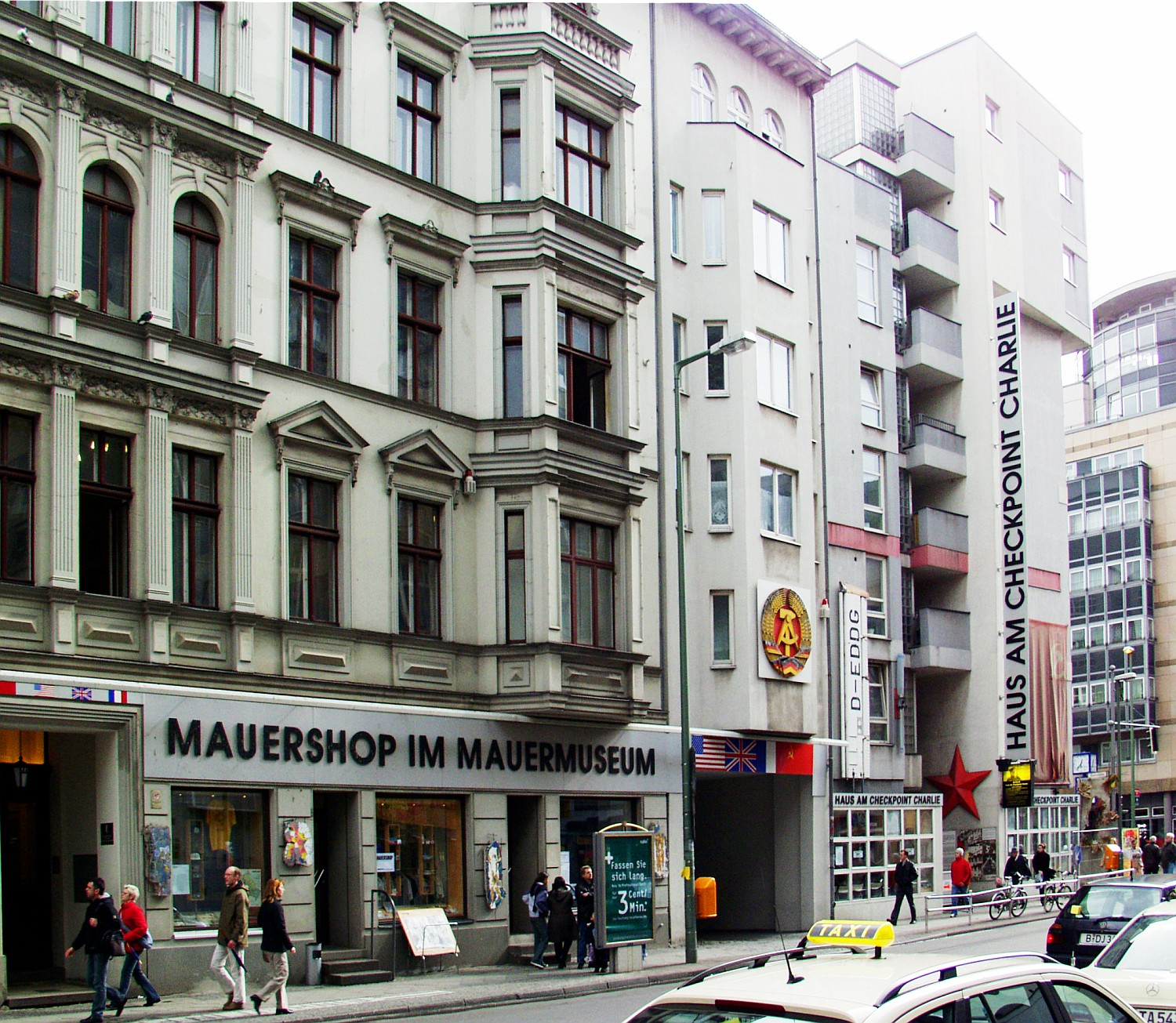
متحف نقطة تفتيش تشارلي

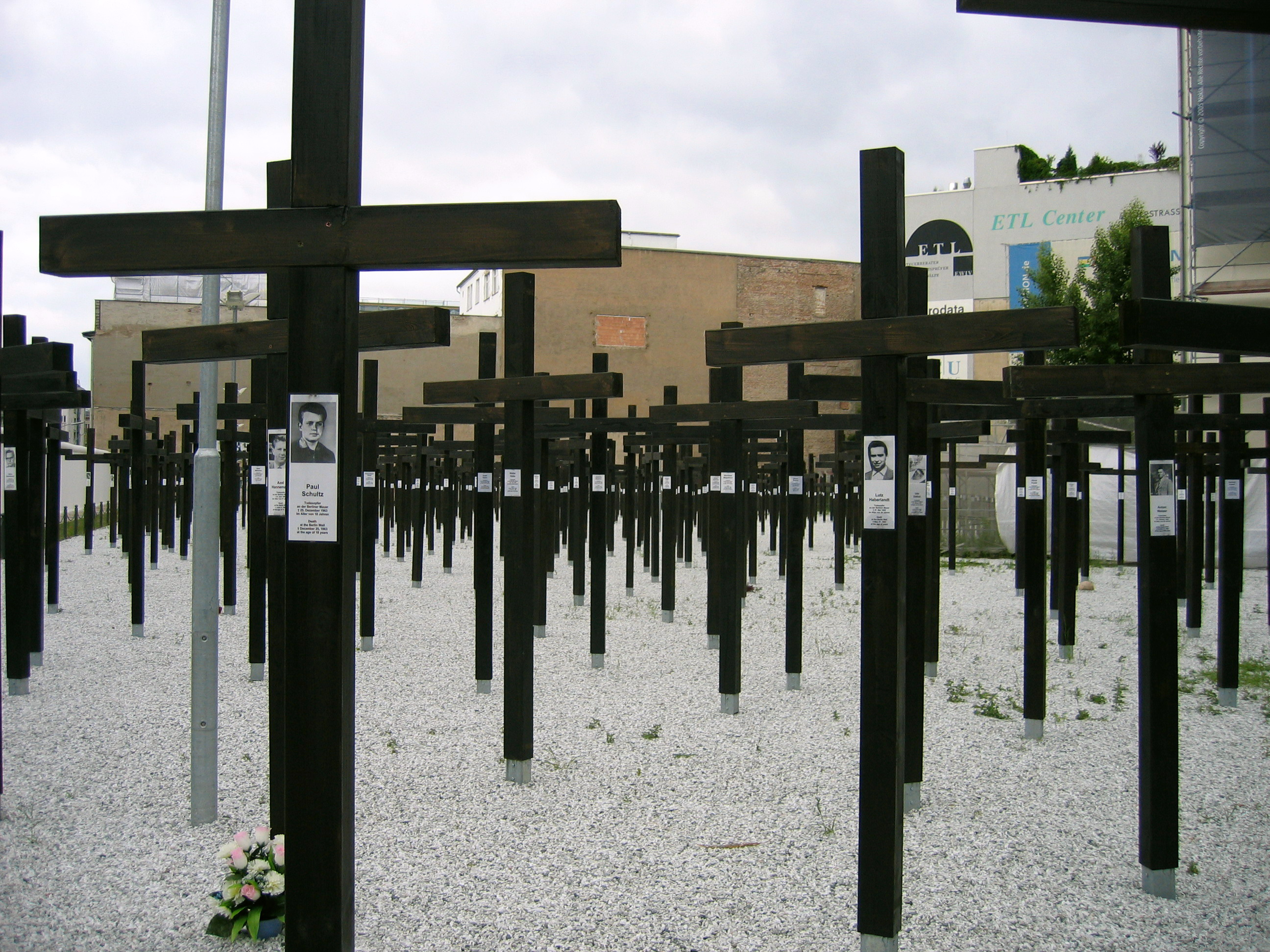
نصب الحرية التذكاري

متحف نقطة تفتيش تشارلي (بالألمانية: Haus am Checkpoint Charlie Mauermuseum) هو متحف في برلين. وسمي على نقطة العبور الشهيرة على جدار برلين، وأنشئت لتوثيق ما يسمى ب«أفضل نظام أمن الحدود في العالم» (على حد تعبير الجنرال هاينز هوفمان من ألمانيا الشرقية). في هذا المتحف تعرض الصور والوثائق ذات الصلة بمحاولات الهروب الناجحة من ألمانيا الشرقية، جنبا إلى جنب مع أجهزة الهروب، بالونات الهواء الساخن، وسيارات الهروب، تلفريك، والزوارق على شكل حرف U.

## وصلات خارجبة
- متحف نقطة تفتيش تشارلي
- متحف نقطة تفتيش تشارلي on موقع المعمار

‌